# Riccardo Falcinelli
Riccardo Falcinelli (Roma, 25 aprile 1973) è un grafico e designer italiano.

## Biografia
Dopo aver studiato al Central Saint Martins College of Art and Design di Londra Falcinelli si è laureato in Letteratura Italiana presso la Sapienza - Università di Roma nel 1998 con una tesi su Il romanzo visivo.
Grafico e teorico del design, ha progettato libri e collane per alcuni tra i maggiori editori italiani tra cui Einaudi, minimum fax, Laterza e Carocci. È autore di Guardare, pensare, progettare, sul rapporto tra neuroscienze e design, e Fare i libri, il racconto di dieci anni di grafica per minimum fax. Insieme a Marta Poggi, ha scritto e disegnato i graphic novel Cardiaferrania, L'allegra fattoria (minimum fax) e Grafogrifo (Einaudi). Dal 2012 insegna Psicologia della percezione all'ISIA, Istituto superiore per le industrie artistiche di Roma. È stato codirettore di Progetto grafico, rivista internazionale di grafica edita dall'AIAP (Associazione Italiana Design per la comunicazione visiva). Il suo libro Critica portatile al visual design (Einaudi, 2014) si è imposto come una delle riflessioni più originali sul design di oggi.

## Pubblicazioni

### Saggi
- Fare i libri: dieci anni di grafica in casa editrice, Roma, minimum fax, 2011.
- Guardare. Pensare. Progettare, Stampa alternativa & Graffiti, 2011.
- Critica portatile al visual design. Da Gutenberg ai social network, Collana Stile Libero Extra, Torino, Einaudi, 2014, ISBN 978-88-062-1771-6.
- Cromorama. Come il colore ha cambiato il nostro sguardo, Collana Stile Libero Extra, Torino, Einaudi, 2017, ISBN 978-88-06-23593-2.
- Figure. Come funzionano le immagini dal Rinascimento a Instagram, Collana Stile Libero Extra, Torino, Einaudi, 2020, ISBN 978-88-062-4388-3.
- Filosofia del graphic design, Collana Piccola Biblioteca Einaudi Big, Torino, Einaudi, 2022, ISBN 978-88-062-5228-1.
- Visus. Storie del volto dall'antichità al selfie, Collana Piccola Biblioteca Einaudi Big, Torino, Einaudi, 2024 ISBN 978-88-062-6241-9

### Graphic novel
- Cardiaferrania, minimum fax, Roma, 2001.
- Il Maiale in La qualità dell'aria, minimum fax, Roma, 2004.
- Grafogrifo, Einaudi, 2004.
- L'allegra fattoria, minimum fax, 2007.
- Storia di Ermengarda, Voland, 2008.